# Тіна Ансельмі

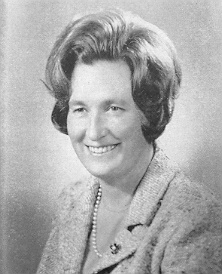

Тіна Ансельмі (25 березня 1927 — 1 листопада 2016) — членкиня італійського руху опору під час Другої світової війни, італійська політична діячка. Перша жінка, яка обіймала міністерську посаду в італійському уряді.

## Раннє життя
Ансельмі народилася у Кастельфранко Венето, Тревізо. Батько був помічником фармацевта, а мати, разом із бабусею, керували корчмою.
Навчалалася в місцевій середній школі, а потім у викладацькому інституті в Бассано дель Граппа. У вересні 1944 року нацистські солдати змусили її та групу інших студентів стати свідками повішення групи з 31 молодих партизанів. В результаті вона приєдналася до італійського руху Опору і ввійшла до складу бригади Чезаре Баттісті. Того ж року також вступила до партії Християнської демократії. Після Другої світової війни вивчала літературу в Міланському католицькому університеті та почала працювати вчителькою початкової школи.

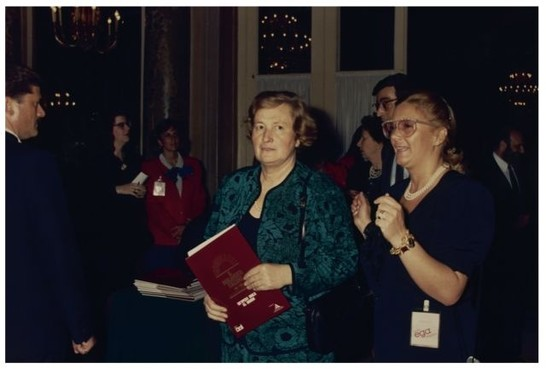
Тіна Ансельмі — політичний діяч. 1989 рік

## Політична кар'єра
Працюючи вчителькою, Ансельмі займала посади у християнських профспілках, зокрема у профспілці початкових вчителів 1948—55 років. У 1959 році вона приєдналася до національної ради Партії християнської демократії, де була заступницею лідера партії в 1968—92 роках. У 1963 році обрана на посаду віцепрезидентом Жіночої ради Європейського Союзу. З 1958 по 1964 роки вона очолювала молодіжні програми партії «Християнська демократія».
З 1968 по 1987 роки Тіна Ансельмі була депутаткою Палати депутатів Італії. Вона тричі обіймала посаду заступниці департаменту праці та соціальних служб, і в 1976 році стала першою жінкою, яка входила до складу італійського кабінету, яку при цьому обрав Джуліо Андреотті — міністр праці та соціального захисту. Цю посаду вона обіймала з 1976 ро 1979 роки. З 1978 по 1979 роки вона обіймала посаду міністерки охорони здоров'я.
Ансельмі відома своєю головною прихильністю італійських законів щодо рівних можливостей — справа, яку вона завжди виборювала у своєму політичному житті. Наприклад, у 1977 році вона запровадила законопроєкт, який визнавав батьків первинними вихователями своїх дітей. Того ж року було прийнято основний закон про гендерний паритет в умовах зайнятості, головною прихильницею якого стала Ансельмі. Вона очолювала Національну комісію з рівних можливостей до 1994 року і зробила величезний внесок у запровадженні Національної служби охорони здоров'я Італії.
У 1981 році вона очолила Парламентську розслідувальну комісію стосовно незаконної масонської ложі P2: ложа в той час вважалася загрозою для суспільства. Ансельмі скала остаточний звіт комісії, який був затверджений у 1984 році, і діяльність ложі припинилася наступного року.
Ансельмі була головою комісії з розслідування роботи італійських солдатів у Сомалі та національної комісії з питань наслідків законів для італійської єврейської громади. Стала почесною віцепрезидентом Національного інституту історії визвольного руху в Італії.
Пізніше вона описала свій досвід в Опорі: у 2003 році написала «Zia, cos'è la Resistenza?» (Тітка, що таке опір?) — книгу, яка зображує італійський опір для молодих людей.
У 2004 році вона написала другу книгу для молоді «Bella ciao: la resistenza raccontata ai ragazzi» (Гей, прекрасні: Опір пояснили для дітей).
У 2006 році вона опублікувала спогади разом з Анною Вінчі під назвою «Storia Di Una Passione Politica» (Історія пристрасті до політики).

## Смерть
Тіна Ансельмі померла вдома в Кастельфранко Венето, Тревізо, 31 жовтня 2016 року, у віці 89 років.

### Визнання та нагороди
18 червня 1998 року Ансельмі нагородили Великим хрестом лицаря: орденом «За заслуги» Італійської Республіки .
У червні 2016 року Тіна Ансельмі була зображена на італійській поштовій марці — єдина людина, яку удостоїли таким чином.